# Inmigración siria en Uruguay
La inmigración siria en Uruguay es el movimiento de ciudadanos sirios hacia territorio uruguayo. Dicha corriente migratoria tuvo su auge durante el siglo XX, cuando cientos de inmigrantes arribaron al Uruguay provenientes del mundo árabe, principalmente del Líbano y de Siria.
En los últimos años, a causa de la guerra civil siria, el gobierno uruguayo comenzó a recibir refugiados sirios siendo el primer país de América del Sur en hacerlo.

## Personalidades destacadas
- Amir Hamed, traductor
- Amín Niffouri, diputado
- Jorge Antonio, empresario